# Габышев, Иван Яковлевич
Ива́н Я́ковлевич Габышев (Габишев) (12 февраля 1888 — 20 сентября 1918) — участник революционного движения в России, участник гражданской войны, один из 26 бакинских комиссаров.

## Биография
Родился 12 февраля 1888 года в деревне Паново Лаишевского уезда Казанской губернии в бедной татарской крестьянской семье. Переехал с родителями в Казань, где окончил приходскую школу, а затем поступил на работу в механический отдел завода братьев Крестовниковых. Здесь знакомится с передовой молодежью города (в частности, с С. Костриковым (Кировым)), занимается самообразованием. Поступив в Казанский университет, приобщается к чтению нелегальной марксистской литературы и становится на революционный путь. В 1912 году он вступает в РСДРП(б).
В 1914 году вместе с женой и дочерью переезжает в Баку, затем в Красноводск, Ашхабад. Здесь с лета 1913 развернул деятельность по пропаганде большевизма и интернационализма.
В 1914 после начала Первой мировой войны отправлен на Кавказский фронт, где находился до Революции 1917 года.
Принимал участие в работе II краевого съезда Кавказской армии, входил в состав исполкома Бакинского Совета рабочих и солдатских депутатов, а также в ВРК Кавказской Красной армии. Благодаря свободному владению татарским и азербайджанским языками, вёл пропагандистскую деятельность среди рабочих нефтяных промыслов. В конце 1917 Бакинский Совет рабочих и солдатских депутатов принял решение о формировании отрядов Красной гвардии. С января 1918 года был одним из руководителей центрального штаба Красной гвардии в Баку.
Во время английской интервенции в Азербайджан являлся военным комиссаром бригады Красной армии. После падения Советской власти в Баку вместе с другими деятелями Бакинской коммуны попытался эвакуироваться в Астрахань на пароходе «Туркмен», однако оказался в Красноводске, где был заключен в тюрьму. В ночь с 19 на 20 сентября в составе 26 комиссаров был вывезен из г. Красноводска.
Расстрелян 20 сентября 1918 года в числе 26 бакинских комиссаров на 207-й версте между станциями Ахча-Куйма и Перевал (ныне — на территории Балканского велаята, Туркменистан).
В сентябре 1920 года останки Бакинских комиссаров были перевезены в Баку и торжественно захоронены на площади, до 1992 года носившей имя 26 бакинских комиссаров. В 2009 году эксгумированные останки комиссаров перенесены на Говсанское кладбище за городом.

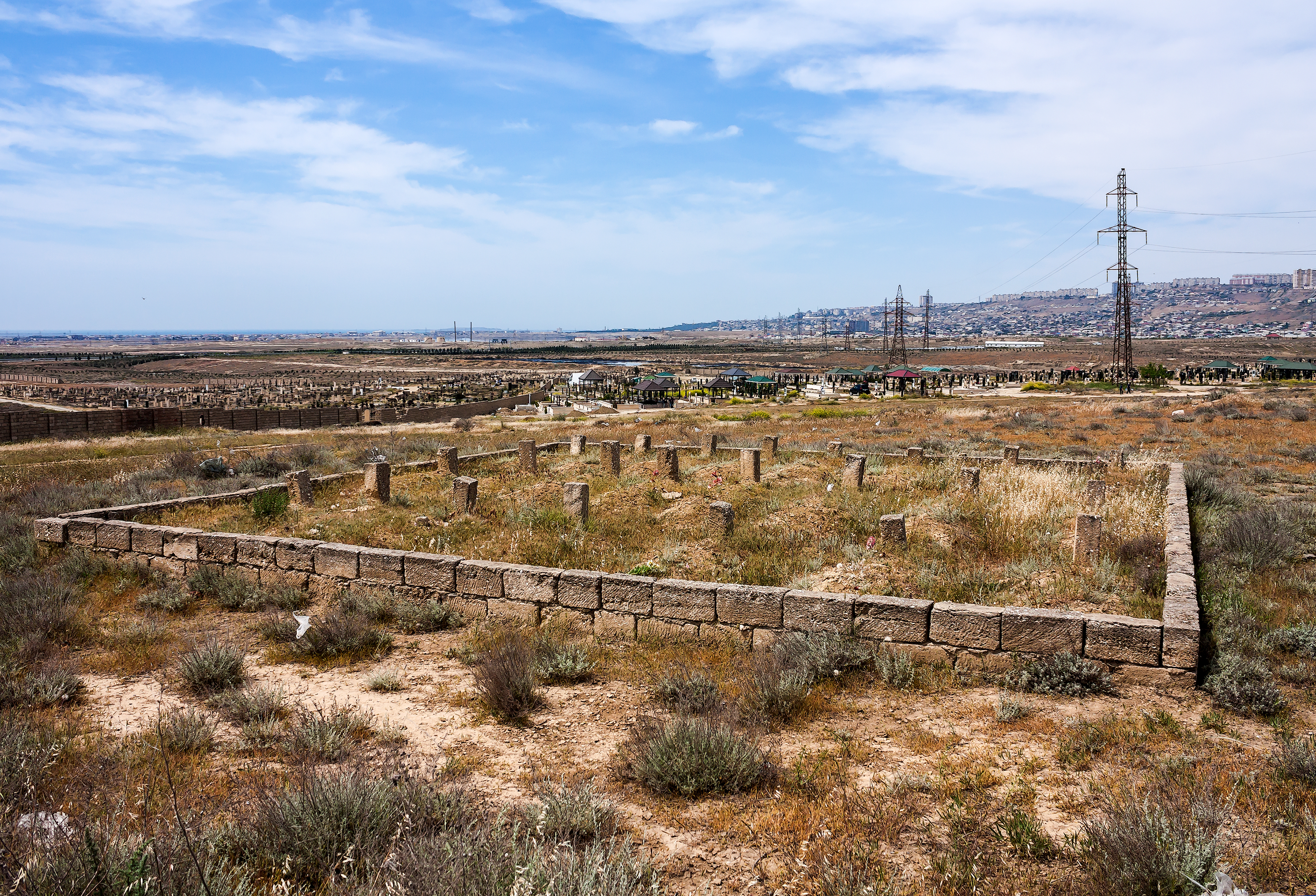
Могила 26 Бакинских комиссаров. Говсанское кладбище, 09 мая 2017 г.

## Память
- Село Габишево в Лаишевском районе Республики Татарстан.
- Улица комиссара Габишева (названа решением Совета Министров от 20.01.1978 № 55 и решением горисполкома от 29.03.1978 № 319) находится в Приволжском районе Казани (жилой массив Горки), между улицами Рихарда Зорге и Завойского.
- Улица Габышева в Баку — ныне улица Ильгара Исмайлова.